# Sérgio Conceição
Sérgio Paulo Marceneiro da Conceição (Coimbra, 15. studenog 1974.) je portugalski nogometni trener te bivši nogometaš i nacionalni reprezentativac. Trenutačno je bez kluba.
Kao nogometaš, Sérgio Conceição je igrao na poziciji desnog krila a bio je poznat po svojoj snazi, brzini, nogometnoj tehnici i preciznim udarcima po protivničkim vratima. Tijekom igračke karijere nastupao je u čak deset različitih klubova u pet zemalja. U tom razdoblju je s Portom osvojio tri Primeira Lige a kao Lazijev igrač jedan scudetto.
S portugalskom U19 reprezentacijom je 1992. bio viceprvak Europe dok je sa seniorima nastupao na europskom (2000.) i svjetskom (2002.) prvenstvu.
Nakon igračkog umirovljenja, Conceição je najprije jednu sezonu vodio Olhanense da bi nakon toga preuzeo Académicu Coimbra. Od 2014. do 2015. godine je vodio S.C. Bragu, nakon toga je trenirao FC Nantes da bi 2017. godine preuzeo trenersku palicu FC Porta.

## Karijera

### Klupska karijera
Sérgio Conceição je nogometnu karijeru započeo u juniorima Académice nakon čega je dvije godine bio član mladog sastava Porta. Profesionalcem postaje 1993. godine i od tada pa sve do prelaska u Porto, Conceição je po jednu sezonu igrao za Penafiel, Leçu i Felgueiras. 1996. igrač potpisuje za Porto s kojim je bio dvostruki uzastopni prvak Portugala.
Zbog odličnih nastupa i rezultata, nogometaša 1998. kupuje rimski Lazio s kojim je u debitantskoj sezoni osvojio Kup pobjednika kupova i europski Superkup a godinu potom bio i talijanski prvak.
U srpnju 2000. igrač zajedno s Matíasom Almeydom prelazi u Parmu u sklopu transfera u kojem je Lazio kupio Hernána Crespa. S novim klubom je 2001. igrao u finalu Coppa Italije a nakon jedne sezone odlazi u milanski Inter s kojim nije ostvario značajniji uspjeh.
2003. godine Conceição se vraća u rimski Lazio a tijekom same sezone s klubom je razvrgnuo ugovor, vratio se u Porto za koji je igrao ljetni dio sezone te je s njime osvojio svoj treći portugalski naslov.
Poslije toga uslijedio je odlazak u belgijski Standard Liège s kojim je potpisao jednogodišnji ugovor. Tijekom prve sezone osvojio je nagradu Belgijska Zlatna kopačka ali je već u ožujku 2006. suspendiran na tri godine zbog pljuvanja protivničkog igrača i napada na suca.
Zbog toga završetkom sezone napušta klub te odlazi u kuvajtsku Qadsiju koja mu je ponudila unosan ugovor. Međutim, unatoč svemu, Conceição je bio nezadovoljan lošim rasporedom treninga i niskom razinom profesionalnosti u klubu.
Tijekom siječnja 2008. i propalih pregovora o prelasku u neki klub iz domovine, igrač je potpisao ugovor na godinu i pol s grčkim PAOK-om. U klub ga je doveo Zisis Vryzas koji je tada u solunskom klubu bio tehnički direktor. U PAOK-u ga je vodio današnji grčki izbornik Fernando Santos a sam igrač je nosio dres s brojem 7 (kao i proslavljeni grčki reprezentativac Theodoros Zagorakis). Već tijekom druge sezone, Conceição postaje momčadski kapetan a bio je cijenjen zbog svoje predanosti klubu. U listopadu 2009. igrač je ozlijedio koljeno tako da nije igrao sve do kraja sezone. U svibnju 2010. Conceição napušta klub i prekida igračku karijeru.

### Reprezentativna karijera
Sérgio Conceição je s mladom U19 reprezentacijom igrao u finalu europskog juniorskog prvenstva dok je za seniorsku momčad debitirao 9. studenog 1996. u domaćoj 1:0 pobjedi protiv Ukrajine u kvalifikacijama za SP u Francuskoj 1998.
Tijekom reprezentativnog razdoblja, Conceição je s reprezentacijom nastupio na EURU 2000. Na tom turniru je zabio tri pogotka, odnosno hat-trick u 3:0 pobjedi protiv Njemačke u skupini. S Portugalom je na tom prvenstvu stigao do polufinala u kojem su poraženi od kasnijeg prvaka Francuske.
Igrač je s nacionalnom reprezentacijom nastupio i na Svjetskom prvenstvu 2002. ali je Portugal ondje razočaravajuće podbacio ispavši već u skupini iza domaćina Južne Koreje te SAD-a i Poljske.
Svoju posljednju utakmicu u portugalskom dresu, Sérgio Conceição je odigrao 6. rujna 2003. u susretu protiv Španjolske.

#### Pogoci za reprezentaciju
| #   | Datum               | Mjesto                                    | Protivnik      | Pogodak | Rezultat | Natjecanje                                        |
| --- | ------------------- | ----------------------------------------- | -------------- | ------- | -------- | ------------------------------------------------- |
| 1.  | 11. listopada 1997. | Lisabon, Portugal                         | Sjeverna Irska | 1:0     | 1:0      | Kvalifikacije za SP 98' u Francuskoj              |
| 2.  | 26. ožujka 1999.    | Guimarães, Portugal                       | Azerbajdžan    | 4:0     | 7:0      | Kvalifikacije za EURO 00' u Belgiji i Nizozemskoj |
| 3.  | 20. lipnja 2000.    | Stadion Feijenoord, Rotterdam, Nizozemska | Njemačka       | 1:0     | 3:0      | EURO 00' u Belgiji i Nizozemskoj                  |
| 4.  | 20. lipnja 2000.    | Stadion Feijenoord, Rotterdam, Nizozemska | Njemačka       | 2:0     | 3:0      | EURO 00' u Belgiji i Nizozemskoj                  |
| 5.  | 20. lipnja 2000.    | Stadion Feijenoord, Rotterdam, Nizozemska | Njemačka       | 3:0     | 3:0      | EURO 00' u Belgiji i Nizozemskoj                  |
| 6.  | 7. listopada 2000.  | Lisabon, Portugal                         | Irska          | 1:0     | 1:1      | Kvalifikacije za SP 02' u Južnoj Koreji / Japanu  |
| 7.  | 11. lipnja 2000.    | Stadion Feijenoord, Rotterdam, Nizozemska | Nizozemska     | 0:1     | 0:2      | Kvalifikacije za SP 02' u Južnoj Koreji / Japanu  |
| 8.  | 1. rujna 2001.      | Lleida, Španjolska                        | Andora         | 1:6     | 1:7      | Kvalifikacije za SP 02' u Južnoj Koreji / Japanu  |
| 9.  | 5. rujna 2001.      | Larnaca, Cipar                            | Cipar          | 1:3     | 1:3      | Kvalifikacije za SP 02' u Južnoj Koreji / Japanu  |
| 10. | 27. ožujka 2002.    | Porto, Portugal                           | Finska         | 1:2     | 1:4      | Prijateljska utakmica                             |
| 11. | 17. travnja 2002.   | Lisabon, Portugal                         | Brazil         | 1:0     | 1:1      | Prijateljska utakmica                             |
| 12. | 16. listopada 2002. | Göteborg, Švedska                         | Švedska        | 2:1     | 2:3      | Prijateljska utakmica                             |

### Trenerska karijera
Conceição je tijekom sezone 2012./13. vodio Olhanense a nakon toga je postao trenerom Académice u kojoj je i sam igrao kao junior.

### Privatni život
Lokalne vlasti grada Coimbre su u čast bivšeg igrača, stadion União de Coimbre, koji je izgrađen 2002., nazvali njemu u čast: Estádio Municipal Sérgio Conceição. Početkom prosinca 2016. je Portugalac preuzeo francuski FC Nantes. U prva dva nastupa je upisao dvije pobjede.

## Osvojeni trofeji

### Klupski trofeji
| Klub     | Trofej                | Sezona / godina |
| Portugal | Portugal              | Portugal        |
| -------- | --------------------- | --------------- |
| Porto    | Portugalsko prvenstvo | 1996./97.       |
| Porto    | Portugalski Superkup  | 1997.           |
| Porto    | Portugalsko prvenstvo | 1997./98.       |
| Porto    | Portugalski kup       | 1998.           |
| Italija  |                       |                 |
| Lazio    | Talijanski Superkup   | 1998.           |
| Lazio    | Kup pobjednika kupova | 1998./99.       |
| Lazio    | Superkup Europe       | 1999.           |
| Lazio    | Talijansko prvenstvo  | 1999./00.       |
| Lazio    | Talijanski kup        | 2000.           |
| Lazio    | Talijanski kup        | 2004.           |
| Portugal |                       |                 |
| Porto    | Portugalsko prvenstvo | 1996./97.       |

### Reprezentativni trofeji
| Turnir                 | Trofej | Godina |
| ---------------------- | ------ | ------ |
| Europsko U19 prvenstvo | Srebro | 2000.  |

### Individualni trofeji
| Trofej                   | Godina |
| ------------------------ | ------ |
| Belgijska Zlatna kopačka | 2005.  |

## Vanjske poveznice
- Player Profile: Sergio Conceicao   Arhivirana inačica izvorne stranice od 13. lipnja 2010. (Wayback Machine)
- National Football Teams.com
- Footballzz.co.uk[neaktivna poveznica]
- FIFA.com  Arhivirana inačica izvorne stranice od 13. travnja 2013. (Wayback Machine)